# Mardzan Sarav

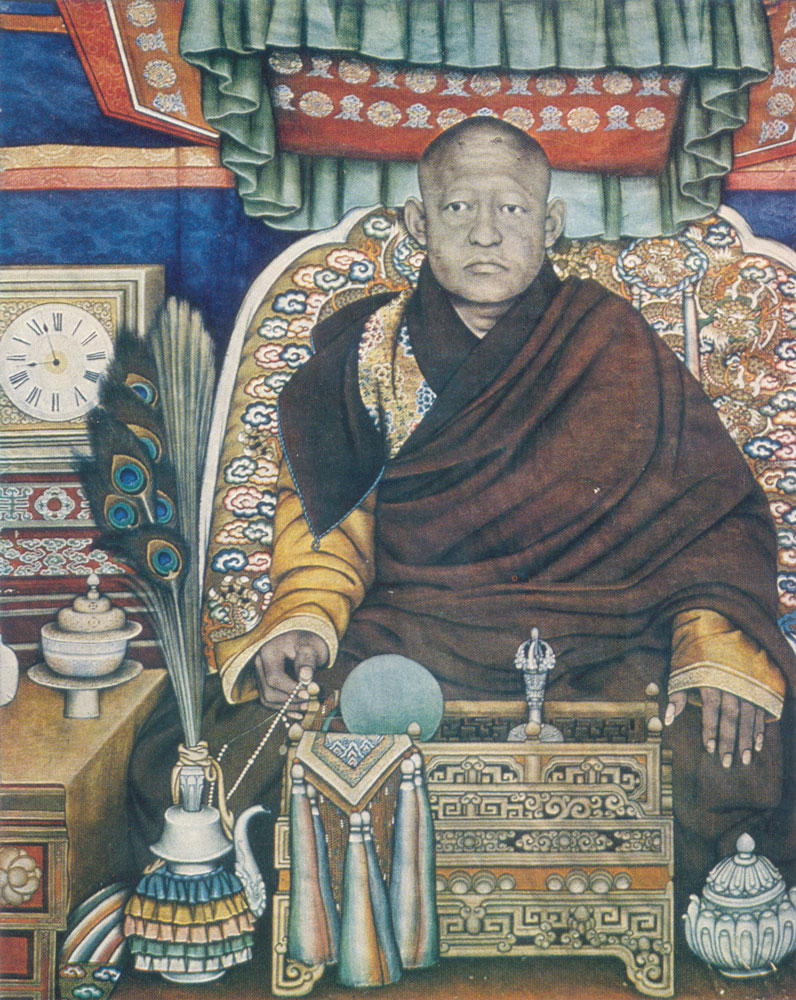
A nyolcadik Bogdo gegen

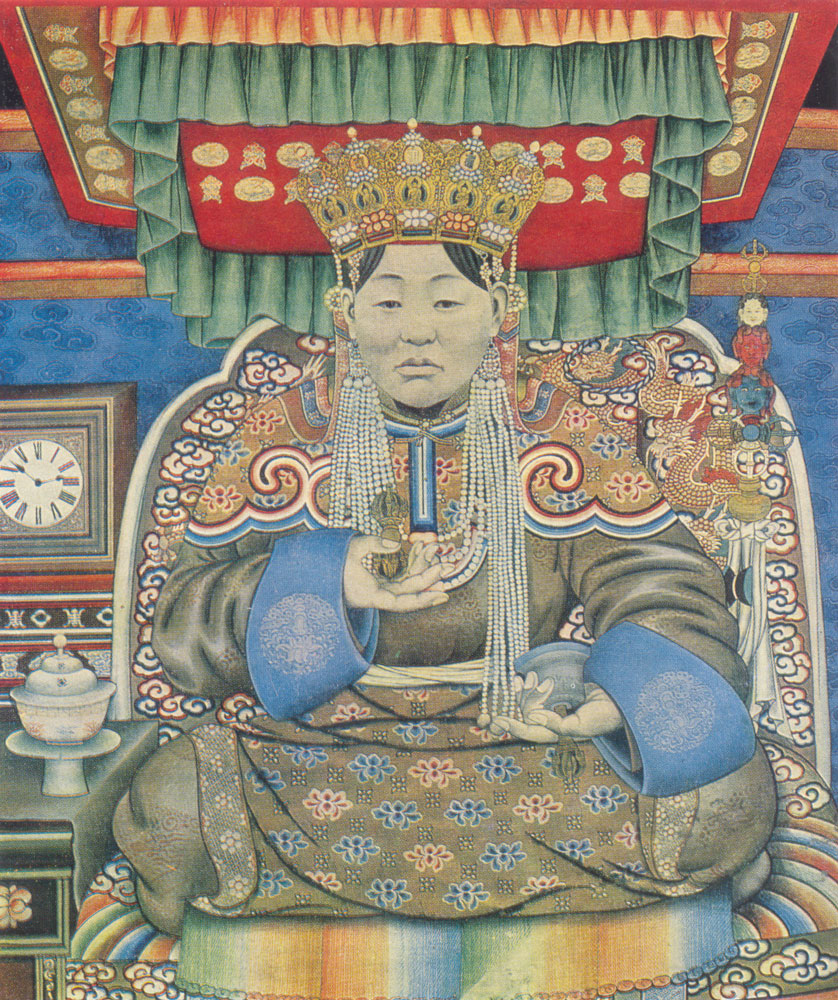
A nyolcadik Bogdo gegen felesége, Dondogdulam

Baldugín „Mardzan” Sarav (1869 – 1939, mongolul: Балдугийн 'Марзан' Шарав; gyakran: B. Sharav), a 20. század első felének legismertebb mongol festője, portréfestője, a modern mongol festészet megalapozója.
Legismertebb festménye, az Egy nap Mongóliában (Монголын нэг өдөр; Mongolín nig ödör) hagyományos stílusban készült. A festmény sok kis jelenetben, sokszor tréfásan ábrázolja a mongolok gyakori elfoglaltságait. Ismert képei a nyolcadik Bogdo gegenről és feleségéről, Dondogdulamról készült portrék.

## Élete

### Korai évek
Baldugín Sarav 1869-ben született a mai Góbi-Altaj megyében található Tajsir járásban, szegény családban. 20 évesen költözött Urgába (ma Ulánbátor), ahol művészeteket tanult. A 19. század végére létrehozta saját műtermét, ami részt vett olyan urgai vallási központok tervezésében, mint a Gandantegcsinlin kolostor, valamint az 1904 és 1908 között épülő Csojdzsin láma kolostor tankákkal való feldíszítésében. A következő két évtizedben ebben a műhelyben alakult ki a mongol ikonográfia új iskolája. Ebből az időből származik híres alkotása, a hagyományos tibeti-mongol stílusban készült Zöld Tára ikon.